# José Luján Pérez
José Luján Pérez, més conegut com José Luján Pérez, (Santa María de Guía, Gran Canaria, 9 de maig de 1756 - ibid., 15 de desembre de 1815) va ser un escultor i arquitecte grancanari, és considerat com el màxim exponent de l'escultura barroca a les Canàries i és el seu artista més representatiu, sent el productor d'imatges canari de més projecció en aquest estil. És considerat juntament amb Fernando Estévez, el seu deixeble més avantatjat, els escultors més importants de l'Arxipèlag canari.

## Biografia
Fill de pagesos acomodats, des de petit va mostrar un especial interès envers l'escultura, arribant a reproduir en fusta la imatge de San Bartolomé de Moya.
La seva obra té influències barroques, i va afaiçonar escultures de tipus religiós per a diferents esglésies de les Canàries, especialment a Gran Canària i Tenerife.
Algunes de les seves obres més importants van ser creades per encàrrec, per a les processons de Setmana Santa de les Illes: 
- Crist de la Sala Capitular i La Mare de Déu dels Dolors de bust (Catedral de Las Palmas). Las Palmas de Gran Canaria.
- Crist de la Columna. Església de Teror.
- Conjunt del Crist de la Caiguda, Simón Cirenaic, Mare de Déu dels Dolors, Verónica i Sant Joan Evangelista de la Processó de l'Encontre de la parròquia de Sant Domènec de Las Palmas.
- l'Oració a l'Hort de la parròquia de Sant Francesc de Las Palmas.
- l'Oració a l'Hort del convent de Santa Clara de San Cristóbal de La Laguna.
- Imatge de Mare de Déu dels Dolors de l'Església de la Concepció de La Laguna, també coneguda com "La Predilecta", perquè era l'obra preferida d'aquest imatger.
- Sant Joan Evangelista, en bust, de la Parròquia de la Concepció de La Orotava.
- Sant Joan Evangelista de les Parròquies de Sant Agustí i de Sant Francesc de las Palmas.
- Crist predicador de la parròquia de Sant Domènec de Las Palmas.
- Sant Pere Penitent de la Parròquia de Sant Francesc de Las Palmas.
- Per a la Parròquia Matriu de l'Apòstol Santiago de Los Realejos, va tallar un Crist més petit del natural, destinat a coronar el templet de l'Altar Major.

Luján sentia gran predilecció per les "Doloroses" i Els Crucificats. Va realitzar quasi una vintena d'elles, repartides per totes les illes.